# 维拉帕克 (加利福尼亚州)
维拉帕克（英語：Villa Park）是美国加利福尼亚州橙县下属的一座城市。建市于1962年1月11日，面积大约为2.08平方英里（5.4平方公里）。根据2010年美国人口普查，该市有人口5,812人。